# Excelsior (München)
Excelsior is een historisch merk van motorfietsen.
De bedrijfsnaam was: Gesellschaft für Kleinkraftmaschinen, München.
Dit tweede Duitse merk Excelsior had niets te maken met de fabriek in Brandenburg, desondanks waren er geen problemen met de naam. Dat kan ook gekomen zijn omdat het fabriekje in München slechts weinig en tamelijk primitieve 245cc-tweetaktjes maakte. Het was daarmee een van de honderden kleine Duitse merken die in 1923 begonnen met de productie van goedkope, lichte motorfietsen, maar die door de grote concurrentie ook snel weer moesten afhaken. Voor Excelsior in München kwam het einde al in 1924.